# قطعنامه ۱۱۳۹ شورای امنیت
قطعنامه ۱۱۳۹ شورای امنیت سازمان ملل متحد که در تاریخ ۲۱ نوامبر ۱۹۹۷ تصویب شد، سندی بین‌المللی دربارهٔ بررسی وضعیت خاورمیانه است. این قطعنامه طی نشست ۳۸۳۵ام با ۱۵ رای موافق، ۰ مخالف و ۰ ممتنع تصویب شد.